# Grande de Gurupá
Grande de Gurupá (port. Ilha Grande do Gurupá) – należąca do Brazylii, leżąca w stanie Pará u ujścia rzeki Amazonka, druga co wielkości wyspa rzeczna w jej delcie.

## Geografia
Długość wyspy wynosi 129 km; natomiast szerokość nie przekracza 45 km. Jest usytuowana około 50 km na zachód od sąsiedniej wyspy Marajó, u zbiegu 2 rzek Amazonki i Xingu. Na jej powierzchni (4864 km²) przeważa zróżnicowany krajobraz nizinny. Głównym miastem jest Itatupã położona w północnej części wyspy. Inne miejscowości na wyspie: Bom Jardin, Gurupa, Bonfim i Caninde.

## Historia
Wyspa została odkryta przez portugalskich żeglarzy w XVI wieku.